# ابراهیم ضیاءالواعظین
سید ابراهیم ضیاء قشقایی مشهور به ضیاءالواعظین (۲۲ خرداد ۱۲۶۷ شیراز – ۳ خرداد ۱۳۲۲ تهران) روزنامه‌نگار و سیاست‌مدار ایرانی بود.

## زندگی‌نامه
پدرش سیدمصطفی یزدی از روحانیون شیراز بود و خودش نیز پس از تحصیل در مدارس دینی در ۲۵ سالگی به کلکته هند رفت و مدتی با روزنامهٔ حبل‌المتین همکاری کرد. در سال ۱۲۹۵ خورشیدی به شیراز بازگشت و در حزب دموکرات فارس فعالیت کرد تا به زندان انگلیسی‌ها افتاد. بعد از آزادی به پایتخت رفت و در سال ۱۳۰۰ خورشیدی روزنامه ایران آزاد را تأسیس کرد. این روزنامه در دی ۱۳۰۱ به دلیل چاپ مقالات تند علیه احمدشاه قاجار مدتی توقیف شد ولی بعداً مجدداً به کار افتاد اما چاپ مقالهٔ تندی با عنوان «وضعیت پوشالی» در این روزنامه سبب شد احمدشاه او از او به عدلیه شکایت کند. در آن مقاله آمده بود:

«با اینکه می‌بینیم سلطنت ما پوشالی، مجلس ما پوشالی، حکومت ما پوشالی است، چگونه انتظار داشته باشیم که شئون جامعه محفوظ مانده حیثیات مملکت در خارج و داخل محترم باشد؟»

گفته می‌شود در نهایت احمدشاه از شکایت صرف نظر کرد ولی ضیاءالواعظین به صلاح‌دید مستوفی‌الممالک (نخست‌وزیر وقت) حاضر شد تن به تبعیدی اعلام‌نشده به هندوستان بدهد. در راه هند وقتی به شیراز رسید، پافشاری سران عشایر باعث شد نظرش عوض شود و در سال ۱۳۰۲ به عنوان نماینده ایل قشقایی در دوره پنجم مجلس شورای ملی برگزیده شود و به تهران برود. در مجلس نیز به حمله به احمدشاه ادامه داد و با نقل نوشته‌هایی از روزنامه‌های آمریکایی و فرانسوی، او را متهم کرد که جواهرات سلطنتی را که به خزانه مملکت تعلق دارد به اروپا برده و فروخته‌است. مدیرالملک جم وزیرمالیه وقت در مجلس تکذیب کرد که احمدشاه جواهراتی از خزانه مملکتی با خود برده باشد و گفت جواهراتی که او با خودش برده بیش از پانزده تا بیست هزار تومان ارزش ندارد. اگر جواهراتی فروخته متعلق به خودش است نه خزانه. هنگامی که نوبت به مراسم ادای سوگند رسید، ضیاءالواعظین روی آن بخش از سوگند که دربارهٔ وفاداری به شاه بود، خط کشید و امضا کرد. رئیس مجلس این سوگند را نپذیرفت و همهمه میان نمایندگان افتاد اما ضیاءالواعظین زیر بار پذیرش سوگند وفاداری به شاه نرفت.
ضیاءالواعظین در دوره‌های ششم و هفتم نیز به عنوان نماینده ایل قشقایی به مجلس رفت و حین نمایندگی باز هم دست به انتشار روزنامه ایران آزاد با هم لحن انتقادی زد و در نهایت این روزنامه به دلیل انتشار سلسله مقالاتی با عنوان «ای مرد بزرگ» خطاب به رضاشاه پهلوی در سال ۱۳۱۱ برای همیشه بسته شد. او که دو سال پیشتر، دوره نمایندگی اش نیز به پایان رسیده بود، مجبور شد دنیای سیاست را کنار گذارد و تا پایان عمر گوشه‌گیر شود. پس از کناره‌گیری از مطبوعات و دنیای سیاست مجبور شد برای امرار معاش مدتی به کشاورزی روی آورد و در سال ۱۳۱۵ مغازه خواروبارفروشی به نام «روزی» در میدان بهارستان تهران تأسیس کند.
ضیاءالواعظین از نخستین کسانی است که در ایران هشدار داده که در مدارس کشور فقط به محفوظات اهمیت داده می‌شود و دانش آموزان با کار و صنعت آشنا نمی‌شوند و تعلیماتشان آنها را نه تنها به کار و کسب تشویق نمی‌کند بلکه به پیشه پدرانشان هم بی‌رغبت می‌سازد تا جایی که شغل پدرانشان را عیب و عار می‌شمارند:

«صنعتگران بعد از فرا گرفتن این درس‌ها و محفوظات بی‌دوام و اساس نمی‌خواهند در شغل خود باقی بمانند. فلاح زاده از فلاحت متنفر و پسر نجارزاده از تیشه بیزار. اولاد آهنگر از پتک و سندان، بافنده از کارخانه نساجی، تاجرزاده ازحجره تجارت گریزان است. مدارس ما و این قسم تعلیمات و تحصیلات سطحی برای مملکت رجالی تربیت نمی‌کنند که به تزاحم حیات، قادر به هنر و بازوی خویش اعتماد نموده، به موفقیت و پیشرفت درشغل خود راغب باشند. فقط مستخدمین علیل و مسلولی بیرون می‌فرستد که بعد از امتحان دادن محفوظاتی که مسلماً یک هفته نگذشته از خاطرشان محو می‌شود فوراً به دوایر دولتی چشم دوخته، تهیه وسائل می‌کنند که در ادارت دولتی یک صندلی اشغال نموده و از مالیه مملکت که باید صرف اصلاحات و آبادی گردد، ارتزاق نمایند. صدها دبپلمه و فارغ‌التحصیل در جلو هر میز کوچک استخدامی صف بسته و همه متوجه دولت‌های وقت شده، معاش می‌خواهند و چون عده قلیلی بیشتر پذیرفته نمی‌گردد، بالطبع عده کینه‌جو و خشم زده‌ها زیاد می‌شود».

او با چنین بینشی، در سال ۱۳۰۲ مدرسه صنعتی شیراز را در محل آرامگاه محمّدرحیم‌خان فرزند کریم‌خان زند بنا کرد که دارای ماشین‌های آهنگری، نجاری، رنگرزی و ابزارآلات کشاورزی بود. در مجلس پنجم نیز پیشنهاد داد که در دبستانهای دولتی، کلاس‌های عملی صنعتی دائر شود و چهار دبیرستان از هشت دبیرستانی را که آن زمان (سال ۱۳۰۳) در تهران برپا بود، به کلاس‌های عملی و صنعتی تبدیل کند.